# Neuvillette-en-Charnie
Neuvillette-en-Charnie è un comune francese di 304 abitanti situato nel dipartimento della Sarthe nella regione dei Paesi della Loira.

## Società

### Evoluzione demografica
Abitanti censiti